# Pollenia testacea
Pollenia testacea är en tvåvingeart som först beskrevs av Townsend 1917.  Pollenia testacea ingår i släktet vindsflugor, och familjen spyflugor. Inga underarter finns listade i Catalogue of Life.